# Radio Bielsko
Radio Bielsko – regionalna rozgłośnia radiowa w Bielsku-Białej. Stacja rozpoczęła nadawanie 28 sierpnia 1994 roku. Zasięgiem obejmuje tereny dawnego województwa bielskiego.
Od maja 2011 do lutego 2017 roku Radio Bielsko wydawał bezpłatny tygodnik, w nakładzie 32 tys. egzemplarzy. Tygodnik poświęcony był wiadomościom lokalnym, posiadał dodatek telewizyjny oraz obszerną rubrykę ogłoszeń.
Dwukrotnie w 2014 i 2019 roku Radio Bielsko było współorganizatorem koncertów pod nazwą 90`FESTIVAL. Koncerty były organizowane z okazji dwudziestolecia i dwudziestopięciolecia działalności Radia Bielsko. Wśród wielu artystów można było usłyszeć przeboje w wykonaniu Dr Alban Official, Fun Factory, NANA- Darkman, Captain Jack. W 2014 roku prowadzącym koncert była Paulina Sykut-Jeżyna i Łukasz Luszczak.

## Audycje
- Ale kultura
- Gość Radia Bielsko
- Hit lista
- Jarmark Radia Bielsko
- Koncert życzeń
- Mega world dance
- Party mix
- Przygarnij zwierzaka
- Radiorandka
- Recepta na życie
- Strefa 80
- Szafa grająca
- Z kina wzięte
- Jazz Smooth Cafe
- Codzienna Lista Przebojów
- Baw się z Radiem Bielsko
- Muzyczne Marzenia

## Lokalizacje stacji nadawczych
- Góra Szyndzielnia – częstotliwość 106,7 MHz – ERP 1 kW[5]
- Ustroń/Góra Czantoria – częstotliwość 103,3 MHz – ERP 0,2 kW[5]
- Wisła/Skrzyczne – częstotliwość 99,9 MHz – ERP 0,1 kW[5]